# 1650
1650 (MDCL) fue un año común comenzado en sábado, según el calendario gregoriano.
Es el año 1650 de la era común y del anno Domini, el año 650 del segundo milenio, el año 50 del siglo XVII y el primer año de la década de 1650. 

## Acontecimientos
- Los británicos ocupan la isla de Anguila.
- 31 de marzo: en el sur del Perú, un terremoto destruye la ciudad de Cuzco, dejando un saldo de 5000 muertos.
- Los franceses fundan la ciudad de Castries en la isla de Santa Lucía.
- 27 de septiembre: en el mar Egeo, a 8 km al noreste de la isla Santorini, el volcán submarino Kolumbo entra en erupción, lanzando flujo piroclástico sobre la costa de la isla, matando a unas 70 personas y a muchos animales. El volcán colapsó dentro de su caldera, generando un tsunami que afectó todas las islas a 150 km a la redonda.
- 20 de octubre: en Estocolmo, es coronada Cristina de Suecia a los 18 años de edad, aunque ha reinado desde los 6 años.
- Primeros fusiles de chispa.
- Se funda la población de Usme (cercana a Bogotá) con el nombre de San Pedro de Usme
- Se comienza a hablar sobre la iglesia barroca.
- Se inaugura el Cementerio Las Cruces de Talcahuano, el primer cementerio simbólico del mundo.

## Nacimientos
- 7 de septiembre: Juan Manuel Fernández Pacheco, noble español y fundador de la RAE.

## Fallecimientos
- 18 de enero: Matteo Rosselli, pintor italiano (n. 1578)
- 11 de febrero: René Descartes (n. 1596)
- 19 de junio: Matthaus Merian, grabador alemán.
- Catalina de Erauso, la monja alférez.
- Aillacuriche, cacique araucano.